# Sumihiko Hatusima
Prof. Dr. Sumihiko Hatusima (romanización de 初島 住彦) (septiembre 1906 - 22 de enero de 2008) fue un profesor, botánico y pteridólogo japonés

## Biografía
Estudió en la Kyushu Imperial University; fue docente en Dendrología; Ph.D. en 1942. Acompañó al Prof. Kanehira en su expedición a Nueva Guinea en 1940. Visita Java a fines de 1942.
Fue Director del Buitenzorg Herbarium, de febrero de 1943 a 1945. Y luego Profesor en el Kayushima College, de la Facultad de Agricultura, en Kyushu. Compone una expedición conjunta entre la Universidad de Kagoshima de Japón y el Museo Nacional de Ciencias de Manila en 1964, siendo acompañado por M. Sato, un estudiante de botánica de la Universidad de Kagoshima, y por los asistentes filipinos F. Mercado y A. Zabala.

## Algunas publicaciones
- Fukuda, H; S Hatusima, an 100-years- old member of The Butterfly Society of Japan, who reminds us of issues on larval foodplants. Butterflies (Teinopalpus): 44-48

### Libros
- Ryukyu shokubutsu shi. Flora of the Ryukyus (including Amani Islands, Okinawa Islands, and Sakishima Archipelago). iv + 24 planchas + 1002 pp.

- La abreviatura «Hatus.» se emplea para indicar a Sumihiko Hatusima como autoridad en la descripción y clasificación científica de los vegetales.[2]